# 마다가스카르루세트
마다가스카르루세트(Rousettus madagascariensis)는 큰박쥐과에 속하는 박쥐의 일종이다. 마다가스카르의 토착종이다. 자연 서식지는 아열대 또는 열대 기후 지역의 건조림이다. 서식지 감소로 멸종 위협을 받고 있다.

## 특징
마다가스카르루세트는 작은 과일 박쥐의 일종으로 마다가스카르에 토착하는 3종의 과일박쥐 중에서 가장 작은 종이다. 상체는 회색을 띠는 반면에 하체는 연한 회색빛을 보인다. 많은 다른 과일박쥐들처럼, 마다가스카르루세트는 얼굴이 개를 아주 많이 닮아서, 뾰족한 주둥이와 크고 넓은 눈 그리고 크게 벌어진 귀를 갖고 있다.
루세트박쥐속의 다른 종들처럼, 동굴에 둥지를 틀고 반향 정위를 사용한다. 마다가스카르루세트는 10여 종으로 이루어진 루세트박쥐속에 포함된다. 주로 인도양 서부의 섬에서 서식한다.